# Big (Rita Ora, David Guetta & Imanbek)
Big is een nummer van de Britse zangeres Rita Ora, de Franse dj David Guetta en de Kazachse dj Imanbek uit 2021, in samenwerking met de Amerikaanse rapper Gunna. Het is de enige single van Bang, een gezamenlijke EP van Ora en Imanbek.

## Achtergrondinformatie
In "Big" worden EDM, house, electropop en hiphop met elkaar gecombineerd. De tekst gaat over plezier hebben en herinneringen maken aan gekke nachten. Ed Sheeran en Sam Martin (met wie Guetta eerder samenwerkte op Lovers on the Sun en Dangerous) hebben meegeschreven aan de tekst. Tijdens het schrijfproces had Ora Ed Sheeran persoonlijk benaderd om een refrein te schrijven, wat Sheeran binnen een kwartier al lukte. Het nummer werd een klein succesje in Ora's thuisland het Verenigd Koninkrijk, waar het de 53e positie bereikte. In Nederland haalde de plaat een 5e positie in de Tipparade, en ook in Vlaanderen reikte het nummer tot de Tipparade.

## Tracklijst
- Muziekdownload

1. "Big" - 2:36